# Listă de regizori australieni
Aceasta este o listă de regizori de film australieni:

Cuprins: Început - 0–9 A B C D E F G H I J K L M N O P Q R S T U V W X Y Z

## A
- Sunny Abberton
- Dominic Allen
- Richard James Allen
- Louise Alston
- Stephen Amis
- Mario Andreacchio
- Luke Anthony
- Neil Armfield
- Gillian Armstrong
- Oscar Asche
- Daniel Askill
- Igor Auzins
- Phillip Avalon
- Violeta Ayala
- Tony Ayres

## B
- Bill Bain (regizor)
- Franklyn Barrett
- Shirley Barrett
- Ian Barry (regizor)
- Adam Bayliss
- Bill Bennett (regizor)
- George Beranger
- Bruce Beresford
- Dean Bertram
- Matt Bird
- Wayne Blair
- Jamie Blanks
- Terry Bourke
- Robert Braiden
- Kenneth Brampton
- Gil Brealey
- Ben Briand
- Sue Brooks
- Philip Brophy
- Amanda Brotchie
- Nigel Buesst
- Tim Burstall
- Peter Butt

## C
- David Caesar
- Ken Cameron
- A. J. Carter
- Pauline Chan (actriță australiană)
- David Charles (politician australian)
- Charles Chauvel (producător de film)
- Nathan Christoffel
- Robert Chuter
- Ernie Clark (director imagine)
- Alan Clay
- Genevieve Clay
- James Clayden
- Graeme Clifford
- Peter Clifton
- E. J. Cole
- Bob Connolly
- Robert Connolly
- Kenneth Cook
- John Cornell
- Peter Cornwell (regizor)
- John Cosgrove (actor)
- Amiel Courtin-Wilson
- Tom Cowan (regizor)
- Paul Cox
- Emma-Kate Croghan
- Donald Crombie
- Paul Currie (regizor)

## D
- Hattie Dalton
- Roy Darling
- Jonathan Dawson
- Rolf de Heer
- Macario De Souza
- Rob Dickson
- Ross Dimsey
- John Dingwall
- Khoa Do
- Jerzy Domaradzki
- Andrew Dominik
- Elissa Down
- Christopher Doyle
- Matt Drummond
- John Duigan
- Peter Duncan (regizor)

## E
- Gary Eck
- Nash Edgerton
- Colin Eggleston
- Nabil Elderkin
- David Elfick
- Stephan Elliott
- Bob Ellis
- Luke Eve

## F
- Martin Fabinyi
- Peter Faiman
- Dan Fallshaw
- Alby Falzon
- John Farrow
- Don Featherstone (producător de film)
- Paul Fenech
- David Field (actor)
- Richard Flanagan
- Claude Flemming
- Abe Forsythe
- Richard Frankland
- Richard Franklin (regizor)
- Glenn Fraser
- Alex Frayne
- William Freshman

## G
- Kieran Galvin
- Jason Gann
- John Gavin (regizor)
- Matthew George
- Craig Gillespie
- Alister Grierson
- Timothy Grucza

## H
- Ben Hackworth
- Russell Hagg
- Ken G. Hall
- Ken Hannam
- Brian Hannant
- Brady Haran
- Sandy Harbutt
- Rod Hardy
- A. R. Harwood
- Gerald M. Hayle
- Trudy Hellier
- Henry and Aaron
- Jon Hewitt
- John Heyer
- Scott Hicks
- Zak Hilditch
- Arthur Higgins
- John Hillcoat
- Lyndall Hobbs
- P. J. Hogan
- Cecil Holmes (regizor)
- Janine Hosking
- Kate Howarde
- Frank Howson
- Patrick Hughes (regizor)

## I
- Stephen M. Irwin

## J
- Jimmy Jack
- Clayton Jacobson (regizor)
- Tom Jeffrey
- Steve Jodrell
- Mark Joffe
- Jonathan Teplitzky
- Gregor Jordan
- Kimberley Joseph

## K
- Pip Karmel
- Rupert Kathner
- Brian Kavanagh (producător de film)
- Stavros Kazantzidis
- Haydn Keenan
- Alex Kelly (producător de film)
- Chris Kennedy
- Jo Kennedy
- Christopher Kenworthy
- Peter Kirk (regizor)
- Ana Kokkinos
- Daniel Krige
- Justin Kurzel

## L
- Craig Lahiff
- John D. Lamond
- Andrew Lancaster
- Devon John Landau
- Samantha Lang
- Clara Law
- Ben Lawrence
- Denny Lawrence
- Ray Lawrence (film regizor)
- Carlo Ledesma
- Mark Lee (actor)
- Julia Leigh
- Don Levy
- Ben Lewin
- W. J. Lincoln
- J. A. Lipman
- Raymond Longford
- Richard Lowenstein
- Baz Luhrmann
- Robert Luketic
- Lian Lunson
- Lottie Lyell

## M
- Dan Macarthur
- Charles MacMahon (theatrical entrepreneur)
- Garnet Mae
- Giorgio Mangiamele
- Anthony Maras
- Mark Hartley
- J. E. Mathews
- Claire McCarthy
- T. O. McCreadie
- Paulette McDonagh
- Francine McDougall
- J. P. McGowan
- Neil McGregor (film regizor)
- Luke McKay
- Jackie McKimmie
- Dee McLachlan
- Greg McLean
- Don McLennan
- James McTeigue
- Gaston Mervale
- Jonathan Messer
- David Michôd
- George Miller (producător de film)
- George T. Miller
- Roger Mirams
- Tracey Moffatt
- Noel Monkman
- Jocelyn Moorhouse
- Philippe Mora
- Judy Morris
- Maurice Murphy (regizor)
- Mervyn Murphy
- Scott Murray (producător de film)
- Bruce Myles

## N
- Arch Nicholson
- Noah brothers
- Chris Noonan
- Cherie Nowlan
- Phillip Noyce

## O
- Michael Offer
- George Ogilvie
- Morgan O'Neill
- Chris Owen (regizor)

## P
- Martyn Park
- David Parker (regizor)
- Puven Pather
- Scott Patterson (regizor)
- Michael Pattinson
- Karen Pearlman
- Rachel Perkins
- David Perry (Australian producător de film)
- Dein Perry
- Gian Carlo Petraccaro
- Michael Petroni
- John Polson
- John Power (regizor)
- Ian Pringle (regizor)
- Andrew Prowse
- Alex Proyas
- Leah Purcell

## Q
- Ken Quinnell

## R
- Peter Rasmussen (producător de film)
- Gregory J. Read
- Oscar Redding
- Kimble Rendall
- James Ricketson
- Lee Robinson (regizor)
- Melanie Rodriga
- Tony Rogers (regizor)
- Alfred Rolfe (regizor)
- Daniel Ross (philosopher)
- Michael James Rowland
- Richard Roxburgh
- Paramita Roy
- John Ruane (regizor)
- Michael Rubbo
- Michael Rymer

## S
- Sinem Saban
- Henri Safran
- David Sander
- Tony Sarre
- Mark Savage (Australian film regizor)
- Matthew Saville
- Lucien Savron
- Fred Schepisi
- Roger Scholes
- Carl Schultz
- Dean Semler
- Ivan Sen
- Yahoo Serious
- Anupam Sharma
- Jim Sharman
- Don Sharp
- Jan Sharp
- Frank Shields (regizor)
- Cate Shortland
- Jeremy Sims
- Rob Sitch
- Tim Slade (regizor)
- Beaumont Smith
- Burleigh Smith
- Kathy Smith (producător de film)
- John V. Soto
- Harry Southwell
- Spierig brothers
- Rohan Spong
- Kriv Stenders
- Brett Sullivan
- Peter Sykes (regizor)
- Brian Syron
- Antony Szeto

## T
- Simon Target
- Nadia Tass
- John Tatoulis
- Murali K. Thalluri
- Andrew Thatcher
- Albie Thoms
- Michael Thornhill
- Warwick Thornton
- F. W. Thring
- Judd Tilyard
- Alkinos Tsilimidos
- Sophia Turkiewicz
- Ann Turner (regizor)

## U
- Andrew Upton
- Victor Upton-Brown

## V
- David Vadiveloo

## W
- Stephen Wallace
- James Wan
- Sarah Watt
- Dunstan Webb
- Christopher Weekes
- Peter Weir
- Eddie White (regizor)
- Georgina Willis
- George Willoughby (theatre entrepreneur)
- Simon Wincer
- Paul Winkler (regizor)
- Richard Wolstencroft
- Kate Woods
- Rowan Woods
- Geoffrey Wright

## Y
- Aden Young
- George Young (producător de film)

## Z
- Karl Zwicky